# Barham (Suffolk)
Pour les articles homonymes, voir Barham.
Barham est une paroisse civile et un village de 1 377 habitants (2001) du district du Mid Suffolk, dans le comté du Suffolk, en Angleterre.